# ATP Challenger Donostia-San Sebastián
Das ATP Challenger San Sebastián (offiziell: Concurso Internacional de Tenis – San Sebastián) war ein Tennisturnier, das von 2008 bis 2011 jährlich in Donostia-San Sebastián stattfand. Es gehörte zur ATP Challenger Tour und wurde im Freien auf Sand gespielt. Albert Ramos Viñolas gewann mit zwei Titeln im Einzel als einziger Spieler das Turnier mehrmals.

## Liste der Sieger

### Einzel
| Jahr | Sieger                   | Finalgegner           | Ergebnis |
| ---- | ------------------------ | --------------------- | -------- |
| 2011 | Albert Ramos Viñolas (2) | Pere Riba             | 6:1, 6:2 |
| 2010 | Albert Ramos Viñolas (1) | Benoît Paire          | 6:4, 6:2 |
| 2009 | Thiemo de Bakker         | Filip Krajinović      | 6:2, 6:3 |
| 2008 | Pablo Andújar            | Rubén Ramírez Hidalgo | 6:4, 6:1 |

### Doppel
| Jahr | Sieger                                 | Finalgegner                                        | Ergebnis          |
| ---- | -------------------------------------- | -------------------------------------------------- | ----------------- |
| 2011 | Stefano Ianni Simone Vagnozzi          | Daniel Gimeno Traver Israel Sevilla                | 6:3, 6:4          |
| 2010 | Rubén Ramírez Hidalgo Santiago Ventura | Brian Battistone Andreas Siljeström                | 6:4, 7:63         |
| 2009 | Jonathan Eysseric Romain Jouan         | Pedro Clar Rosselló Albert Ramos Viñolas           | 7:5, 6:3          |
| 2008 | Marc López Gabriel Trujillo Soler      | Rubén Ramírez Hidalgo José Antonio Sánchez de Luna | 6:73, 6:3, [10:6] |